# Jafudà Cresques
Jafudà Cresques (Palma, 1350? – 1410), també conegut com a Jehudà Cresques i Jaume Ribes, fou un cartògraf jueu d'origen mallorquí i probablement l'home que va coordinar els descobriments marítims de l'escola naval portuguesa de Sagres a l'inici del segle xv.
Fou fill d'un altre cartògraf notable, Cresques Abraham, nascut a Mallorca. Jafudà va freqüentar la cort dels reis Pere III, Joan I i Martí l'Humà, on va fer diversos treballs cartogràfics: juntament amb el seu pare, va ser probablement l'autor de l'Atles català de 1375, obra mestra de la cartografia medieval mallorquina i europea. També va fer un mapamundi per a la firma comercial toscana Datini, i va rebre distincions i la protecció dels reis de la Corona d'Aragó.
Nascut en una família jueva, es va convertir al cristianisme arran del saqueig del call de Palma de 1391 i aleshores va adoptar el nom de Jaume Ribes (Jacobus Ribus en llatí). Com a tal, sembla que pogué ser nomenat coordinador portuguès de la cartografia de l'escola naval de Sagres a la dècada de 1420; hi ha registrat un tal mestre Jacomé de Mallorca amb aquest càrrec, però a la dècada de 1970 quedà refutat que pogués tractar-se de la mateixa persona.

## Reconeixements
A Palma hi ha una escola pública i un carrer que duen el seu nom. Al nord de l'illa de Mallorca, una muntanya submergida porta el nom de mont dels Cresques, en honor seu i del seu pare. A Alcúdia hi ha una placeta amb el seu nom. També s'ha fet un llibre inspirat en la seva història anomenat Atles furtiu d'Alfred Bosch.